# Minas-Kathedrale (Iraklio)

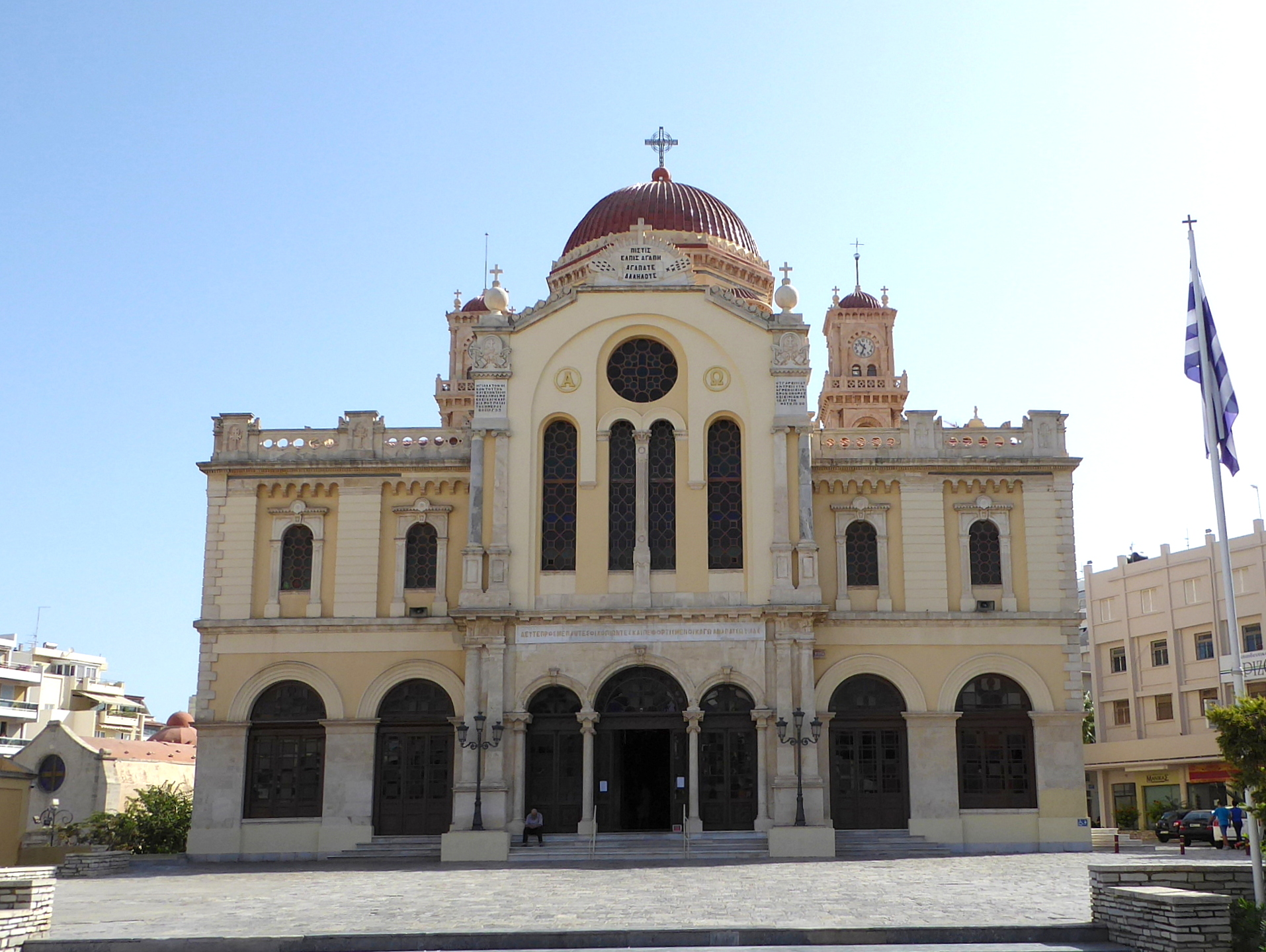
Agios Minas Kathedrale

Die Minas-Kathedrale in Iraklio, eigentlich Metropolitan-Kirche vom Heiligen Menas (Agios Minas), griechisch: Μητροπολιτικός Ναός του Αγίου Μηνά (Αγίου Μηνά), ist die orthodoxe Kathedrale des Erzbistums Kreta und Sitz des Erzbischofs. Die Kreuzkuppelkirche wurde nach 32-jähriger Bauzeit 1895 eingeweiht und bietet als eine der größten Kathedralen Griechenlands Platz für ca. 8000 Gläubige. Namensgeber ist der Heilige Minas, der Schutzheilige von Iraklio. Die Kathedrale befindet sich in der Altstadt von Iraklio. Architekt war Athanasios Moussis aus Epirus.

## Geschichte
Im Jahre 1204 eroberten die Venezianer Kreta. Durch die Vertreibung bzw. Verbot der pastoralen Tätigkeit für den Klerus der orthodoxen Kirche und die Umwidmung der orthodoxen Kathedrale Agios Titos in eine römisch-katholische Kathedrale war die orthodoxe Kirche ohne Kirchengebäude.
Nach der Eroberung Kretas durch die Türken 1669 wurde das Agios-Titos-Kirchengebäude in eine Moschee umgewandelt. Da sich die politische Situation änderte, wurde 1725 durch eine Ermächtigung des Sultans der orthodoxen Kirche von Kreta erlaubt, eine Kirche zu bauen. Nach 10-jähriger Bauzeit wurde die Kathedrale 1735 fertiggestellt und eingeweiht.
Die Metropolitan-Kirche war zu klein geworden für die stark wachsende orthodoxe Kirchengemeinde, so dass der Bau einer neuen Kathedrale notwendig wurde. Durch Konzessionen an die türkischen Besatzer wurde die Erlaubnis dazu erteilt. Unter dem Metropolit Dionysios Charitoniadis begann man 1862 mit dem Bau nach den Plänen des Architekten Athanasios Moussis aus Epirus. Die Arbeiten wurden aufgrund des Aufstandes von 1866 bis zum Jahre 1883 unterbrochen. Die Kathedrale wurde am 16. April 1895 feierlich von Timotheos Kastrinoyiannis eingeweiht. Die Ausschmückung erfolgte unter der Mitwirkung von Anastasios Orlandos, der 1930 den Entwurf für die Ikonostase erstellte. Die Fresken der Kirche zeigen Themen aus der Bibel und wurden erst 1964 von Stelios Kartakis vollendet.

## Architektur
Die Minas-Kathedrale liegt am Agia-Ekaterini-Platz in der Altstadt von Iraklio. Sie ist eine Kreuzkuppelkirche mit Elementen einer dreischiffigen Basilika im neo-byzantinischen Stil. Sie hat einen rechteckigen Grundriss und ist 43,2 m lang und 29,5 m breit. Die beiden Glockentürme im Nordosten und im Südosten haben eine Höhe von 32,7 m, die Zentralkuppel, gleich hoch wie die Glockentürme, hat einen Durchmesser von 8,80 m und eine Höhe von 4,40 m und sitzt auf einem achteckigen Tambour von 6,05 m Höhe. Alle Kuppeln und Halbkuppeln sind mit glasierten Dachziegeln gedeckt. Das Baumaterial ist heller Sandstein aus Kreta.

### Außenansicht

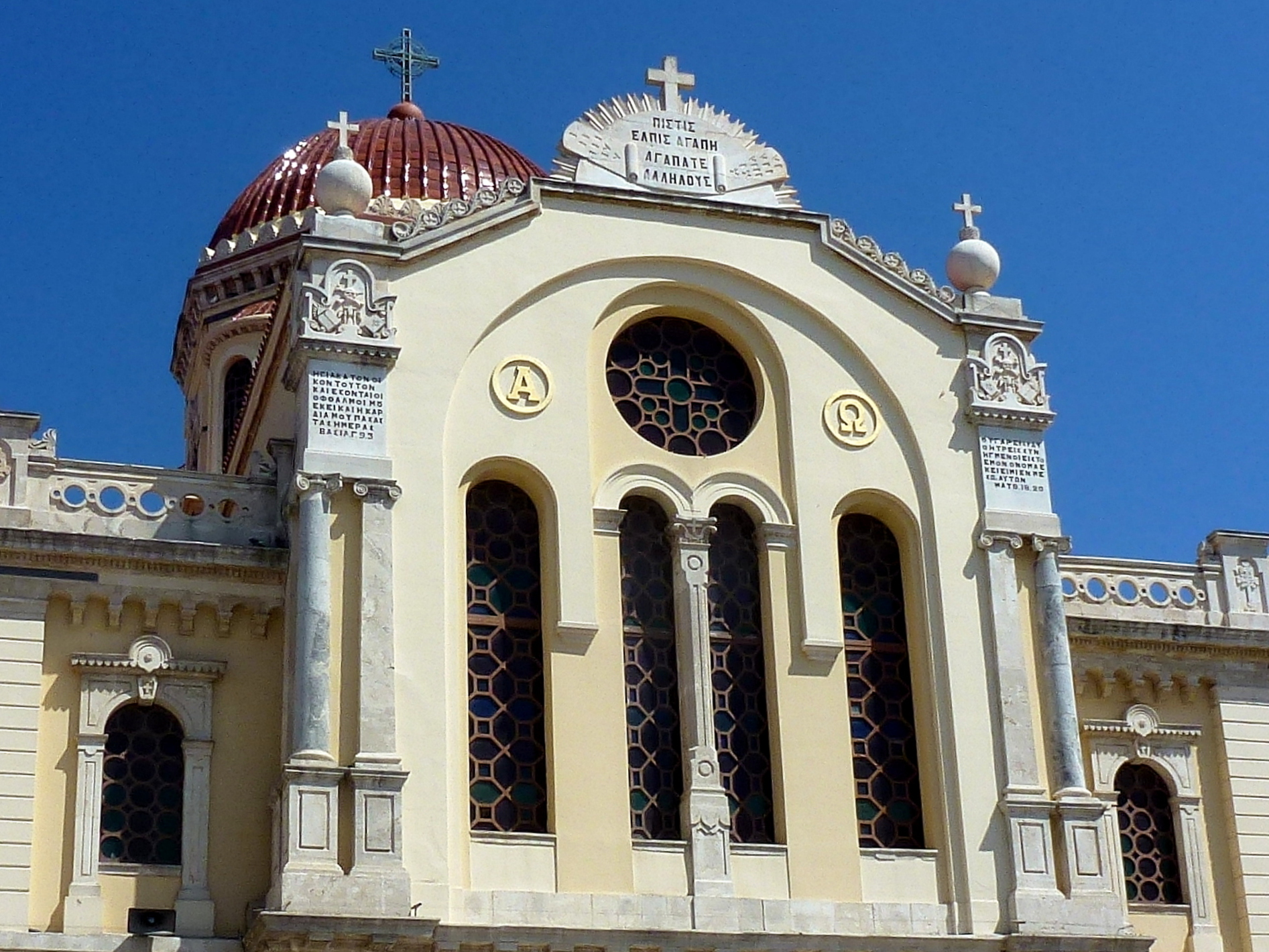
Agios Minas, Westfassade, Teilansicht

Merkmale der Westfassade sind ihre Größe, die klaren Linien, die Rundbögen und die Symmetrie. Über vier Marmorstufen erreicht man den Haupteingang. Der Mittelrisalit der Fassade ist unterteilt in den unteren Abschnitt mit den drei halbrunden Torbögen und den holzgeschnitzten Türen. Über dem Portal steht auf einer Marmorplatte der Bibelspruch: „Kommet her zu mir, alle ihr Mühseligen und Beladenen, und ich werde euch Ruhe geben.“ (Mathäus 11,28) Der darüber liegende Teil mit den aufstrebenden schmalen halbrunden Fenstern führt zum kreisförmigen Giebelfenster. Rechts und links davon stehen die apokalyptischen Buchstaben Alpha und Omega. Die Winkelmarmorplatten, von neobyzantinischen Pilastern getragen, zeigen Inschriften biblischen Inhalts:
- Rechts: „Denn wo zwei oder drei in meinem Namen versammelt sind, da bin ich in ihrer Mitte“ (Mathäus 18,20)
- Links: „Ich habe diesen Ort erwählt und geheiligt, dass mein Name hier ewiglich sei und meine Augen und Herz daselbst bleibe alle Tage.“ (aus dem Alten Testament – Einweihung des Salomonischen Tempels).

Die Fassade schließt mit einer halbkreisförmigen Marmortafel mit der Inschrift: „Glaube-Hoffnung-Liebe, liebet einander“, ab. Mit den lateinischen Ziffern I-X werden die zehn Gebote symbolhaft dargestellt.
Die Symmetrie um die Längsachse setzt sich bei der Süd- und Nordfassade fort, die in ihrem Mittelrisalit dem der Westfassade angepasst ist. Die Fassaden unterscheiden sich in der Anzahl der Fenster links bzw. rechts vom Mittelteil: Die Westfassade hat jeweils zwei Fenster, die Nord- und Südfassaden haben je drei Fenster. Die Querschiffe und das Langhaus mit Narthex im Westen stehen jeweils 1,50 m vor. Die Ostfassade mit dem Chorraum und den drei Apsiden bietet weiteren Zugang zum Altarraum. Die Seitenapsiden sind niedriger als die Mittelapsis. Die beiden Kirchtürme im Nordosten und Südosten der Kathedrale bestehen aus drei Etagen, in der mittleren Etage sind die Glocken untergebracht. Eine Mischung aus Elementen der Neorenaissance, der Neogotik, des Neoklassizismus und des Neobyzantismus sowie Ornamente der verschiedensten Art gestalten die Fassaden. Palmetten, Akanthus, Reben, Vögel usw. finden sich in vielerlei Art und Form als schmückendes Beiwerk in der Außenansicht. Dies gilt in gleicher Weise für die Innenansicht.
Die auf die Altstadt von Heraklion am 23. Mai 1941 abgeworfene Bombe fiel auf die Kathedrale, aber explodierte nicht. Dieses wird als Wunder des hl. Minas bezeichnet. Die Bombe wird gezeigt auf dem nördlichen Vorplatz der Kathedrale.

### Innenansicht

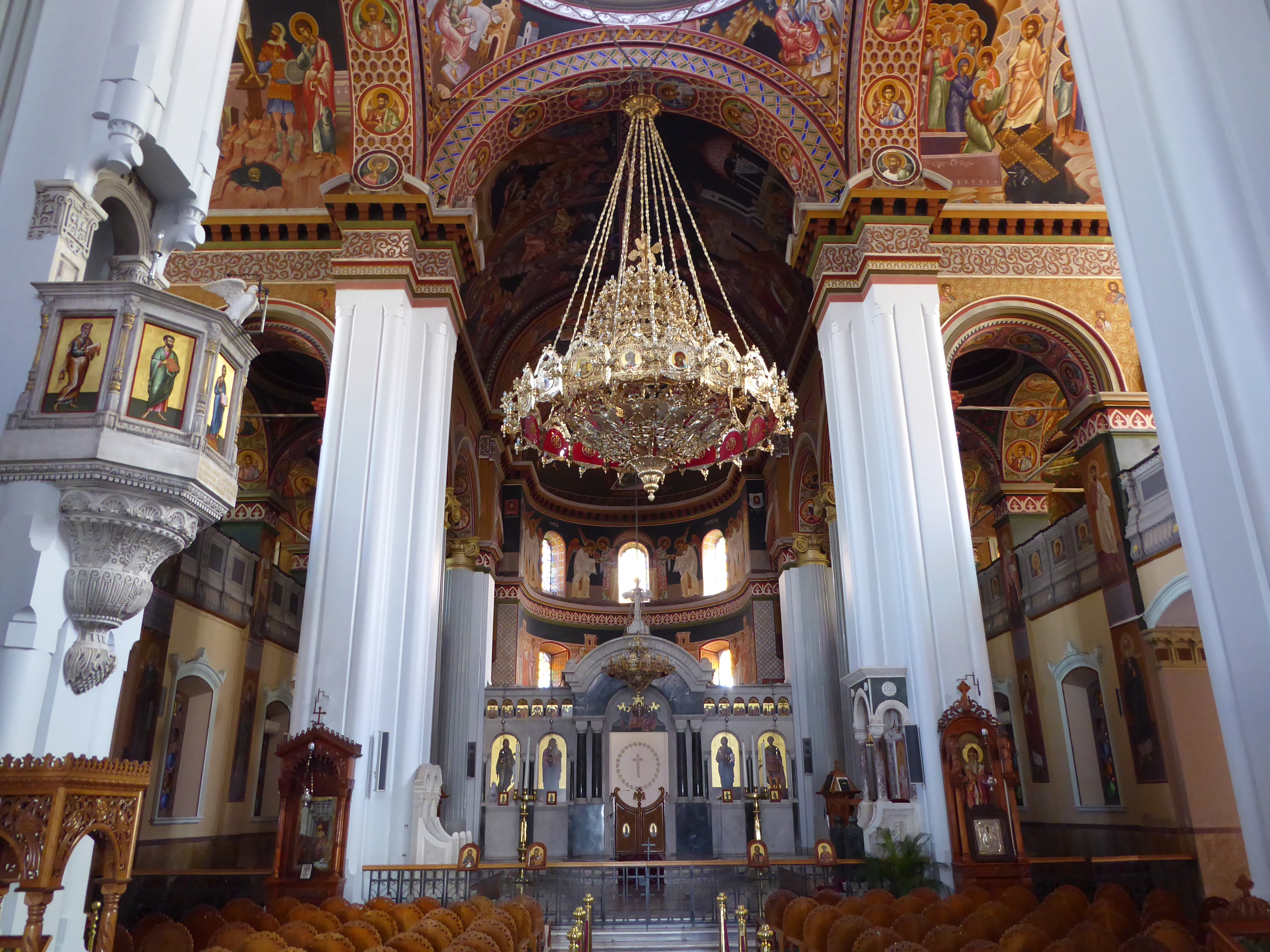
Innenansicht

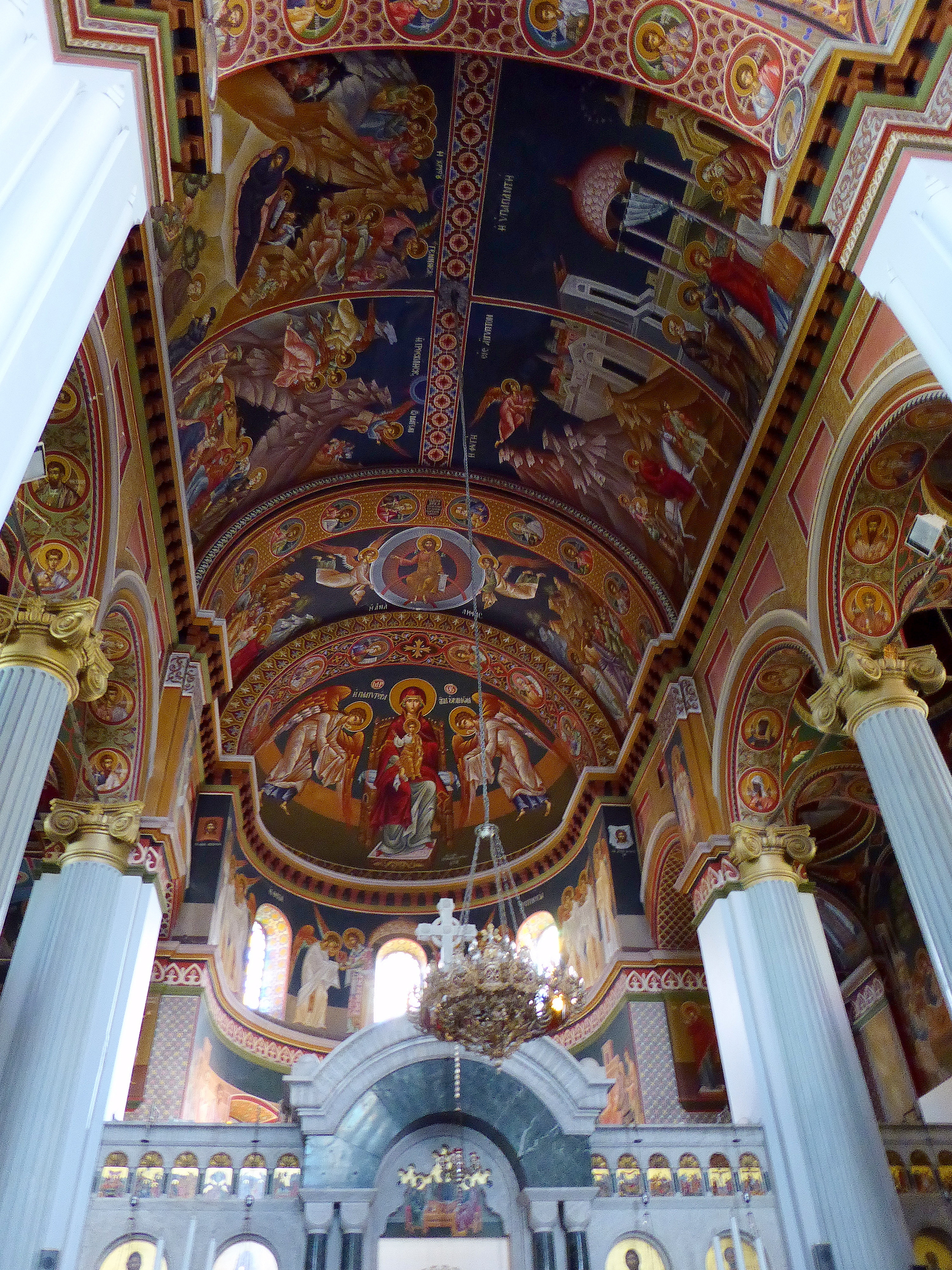
Ausmalung Tonnengewölbe über Langhaus und Altarraum

Die Vorhalle (Narthex) im westlichen Teil der Kathedrale ist durch farblich gestaltete Buntglasfenster erhellt. Drei wuchtige Tore aus Holz, im Stil der Renaissance geschnitzt und flankiert von zwei ionischen Säulen, führen ins Innere der Kathedrale. Zu beiden Seiten des Narthex-Fensters sind zwei Marmortafeln mit Inschriften zur Baugeschichte angebracht: Grundsteinlegung (1862) und Einweihung der Kathedrale (1895). Nach dem Betreten der Kirche durch das „Königreich-Tor“ zeigen sich die Größe und die Farbenpracht. Das Langhaus mit Mittelschiff und den zwei etwas niedrigeren Seitenschiffen bestätigt unter anderen Merkmalen die Kathedrale als Basilika, zu erkennen an der Trennung der Schiffe durch vier Pfeiler bzw. Halbsäulen und zwei ionische Säulen aus Kunstmarmor. Die Säulen und Pilaster sind durch Gurtbögen verbunden und bilden in der Vierung die Basis für den Tambour und die Kuppel. Die ursprüngliche Ikonostase ebenso wie die Kanzel und der Bischofsstuhl waren aus Holz gefertigt, zeigten erhebliche Schäden und wurden in Marmor erneuert. Die Galerien auf der Nord- und Südseite der Kathedrale und die Westempore stimmen in den Maßen in etwa mit denen des Langhauses überein.
Im rechten Querschiff lädt die Agios-Titos-Kapelle zum Gebet ein, im linken Querschiff ist es die Kapelle der „Zehn Heiligen“ (Agii Deka).

### Ausstattung

#### Ikonostase

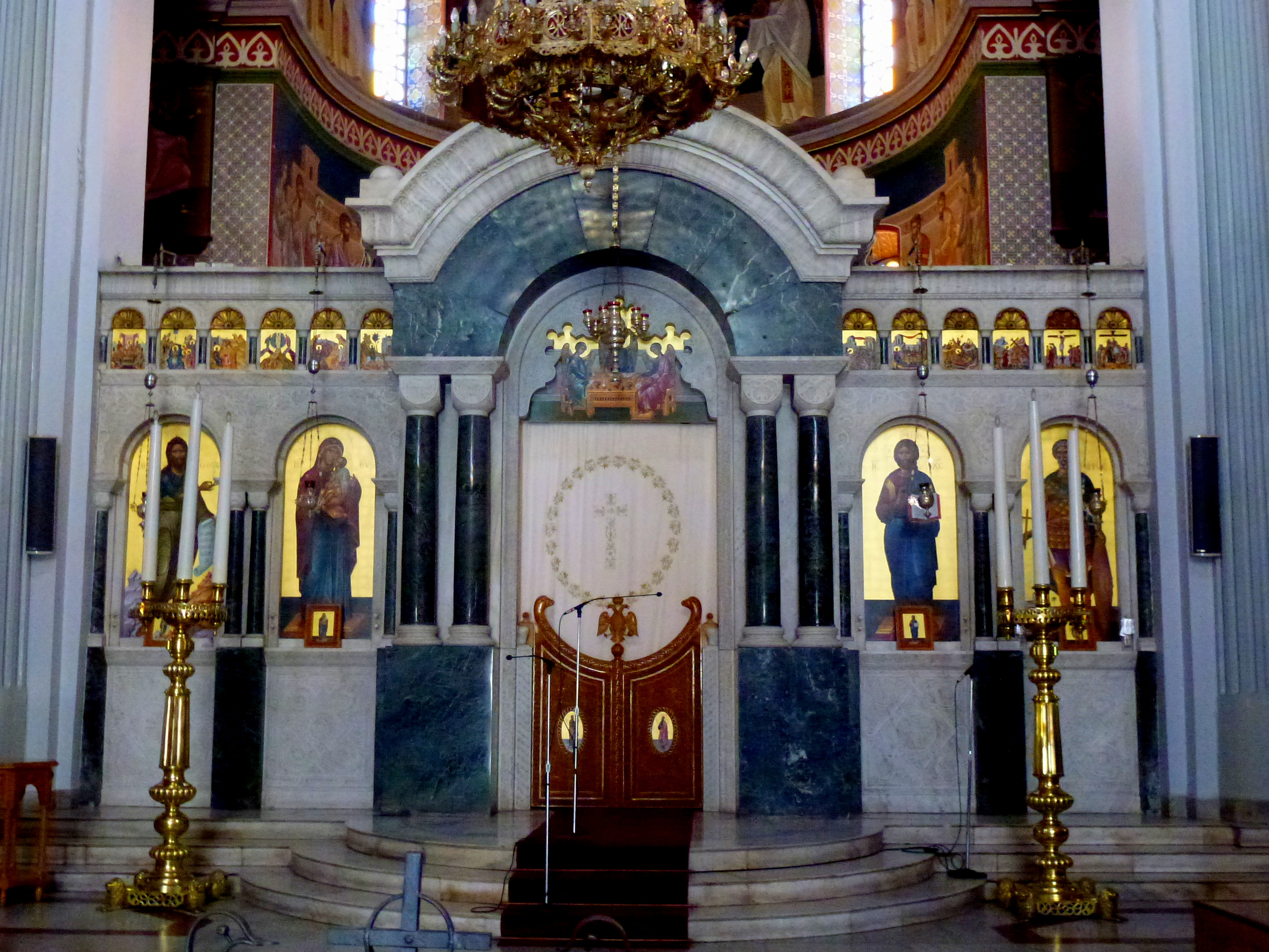
Ikonostase aus Marmor

Die  neue Ikonostase, 1927–1930 vom  Architekten Anastasios Orlandos (* 1887; † 1979) gebaut, besteht aus weißem Marmor und geht über die gesamte Breite (17,0 m) des Chorraumes. Sie trennt bei der Liturgiefeier die Gläubigen von den Klerikern. Zutritt zum Altarraum haben ausschließlich die Kleriker. Über drei Marmorstufen gelangt man zur „Königlichen Tür“, die eingerahmt ist von einem Torbogen aus schwarzem und weißem Marmor. Jeweils zwei dorische Säulen mit byzantinischen Kapitellen aus weißem Marmor tragen den Torbogen, auf dem ein Steinkreuz aus weißem Marmor steht. Links von der Königlichen Tür auf goldenem Hintergrund sind dargestellt: die Hl. Maria mit dem Jesuskind auf dem Arm und der Hl. Johannes, rechts der Tür: Jesus Christus, daneben der Hl. Minas. Anastasios Orlandos hat nicht nur diese Ikonostase, sondern auch die Kanzel und den Bischofsstuhl im Jahre 1920 aus Marmor geschaffen.

#### Ikonen
Zwei Holzaltäre mit Ikonen der Mutter Gottes und des Heiligen Minas, beide mit Silberoklad, fallen im Eingang des Mittelschiffes auf. Zahlreiche weitere Ikonen zeugen auch von der Ehrfurcht und dem Glauben der orthodoxen Christen.

#### Fresken
Die religiösen Darstellungen an den Wänden und in der Kuppel folgen genau den Prinzipien und Motiven der byzantinischen Ikonenmalerei. Die Ausmalung der Kirche mit Fresken wurde erst 1964 von Stelios Kartakis vollendet. Sie stellt Themen biblischen Inhalts dar: im Altarraum: Das Leben Jesu und Himmelfahrt, im Nordschiff: Karwoche, im Südschiff: Auferstehung und Pfingsten, in der Kuppel: Jesus als Weltenherrscher (Pantokrator), in der Apsis: thronende Mutter Gottes (Hodegetria) mit Jesuskind, darunter die Göttliche Messe (Kommunion).

#### Kronleuchter
Entlang der Mittelachse des Hauptschiffes füllen drei riesige Kronleuchter aus Gold und Silber mit dem byzantinischen Doppeladler den Kirchenraum aus. Der mittlere Kronleuchter, aus purem Gold und in der Form einer Tiara gestaltet, hängt direkt unter der Kuppel und symbolisiert den Anspruch auf Weltherrschaft.

#### Bischofsstuhl
Der Bischofsstuhl auf der rechten Seite, in den Pfeiler zwischen Vierung und Ikonostase eingearbeitet, besteht aus weißem und schwarzem Marmor. Der Baldachin wird von vier roten Marmorsäulen getragen.

#### Kanzel
Die Kanzel auf der linken Seite ist in den Pfeiler vor der Vierung eingearbeitet. Sie besteht ebenfalls aus weißem Marmor. Die fünf Ikonen auf den Außenflächen der Kanzel stellen die Verkündigung des Evangeliums dar. Die Kanzel und der Bischofsstuhl sind vom Architekten Anastasios Orlando im Jahre 1920 geschaffen worden.

## Galerie

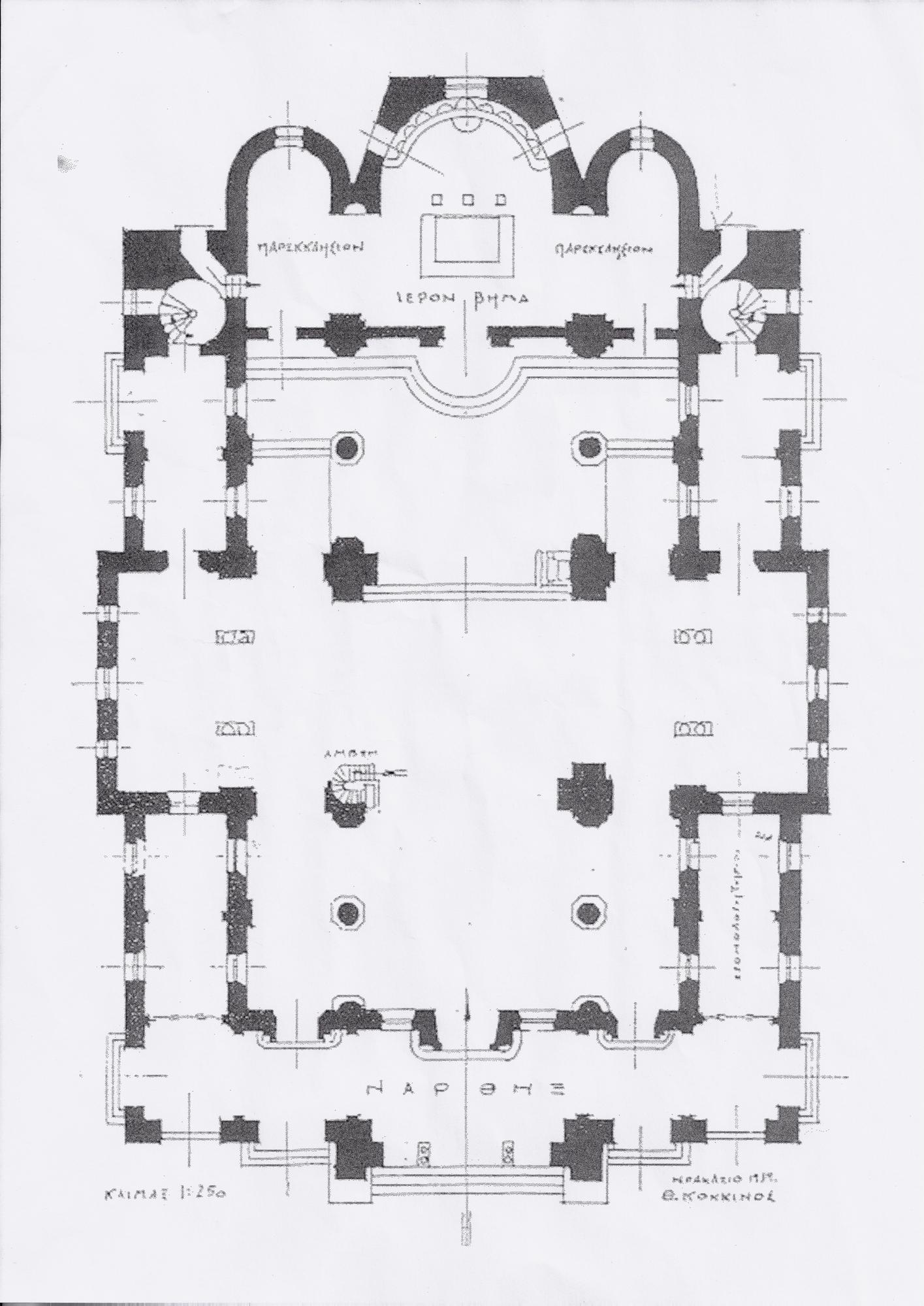
Grundriss
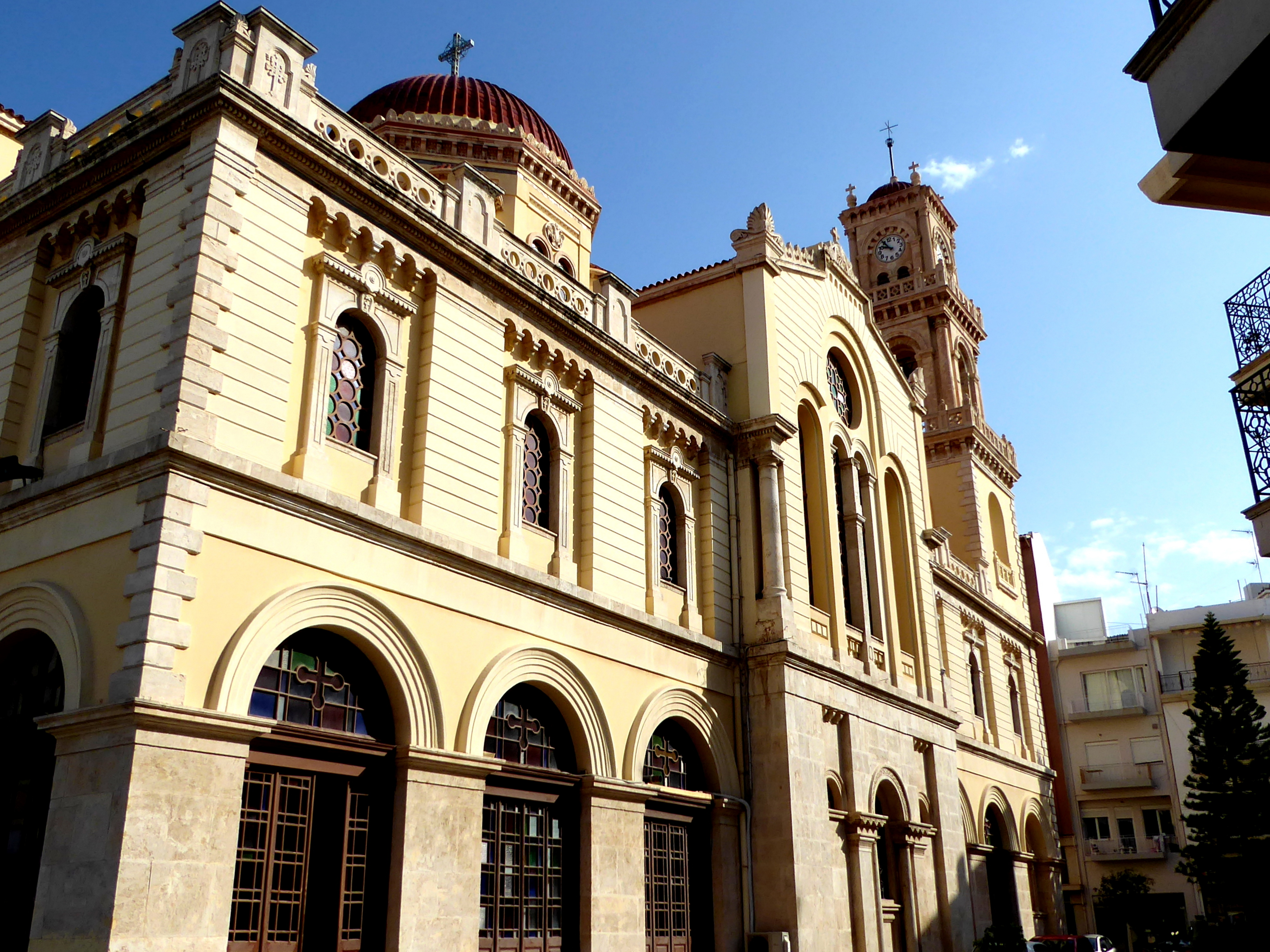
Südfassade mit Glockenturm und Kuppel
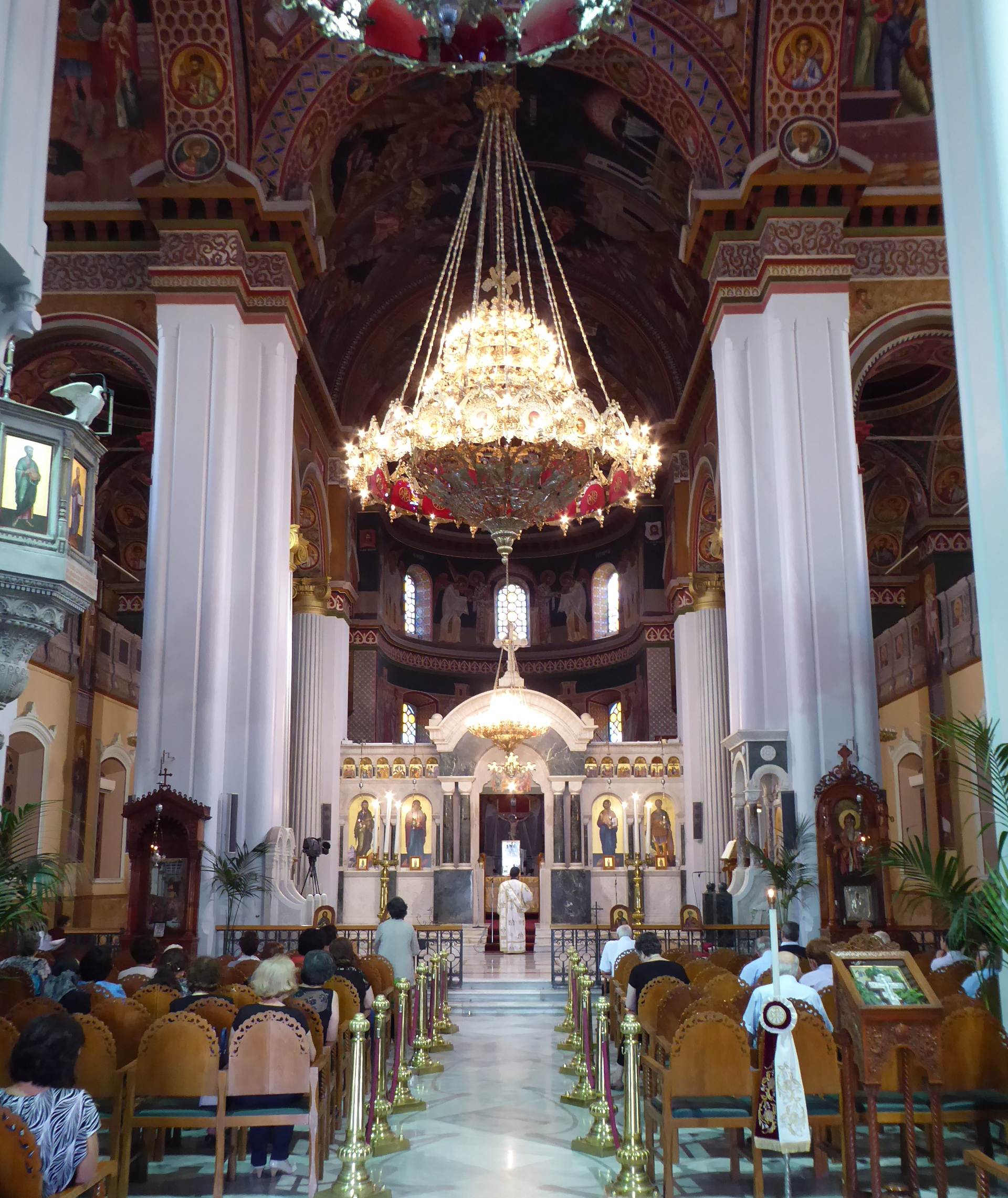
Kathedrale innen beleuchtet
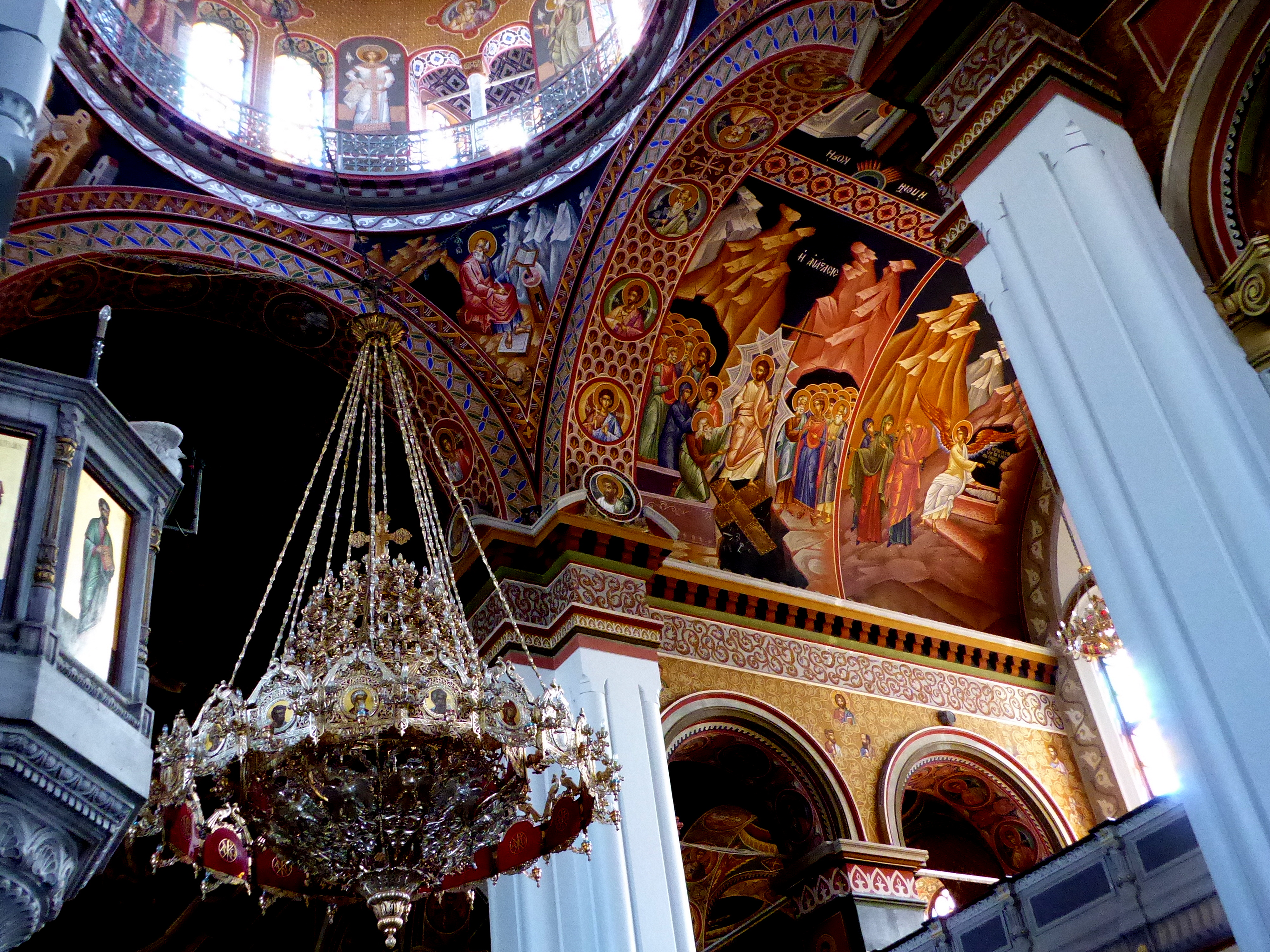
Innenansicht-Vierung
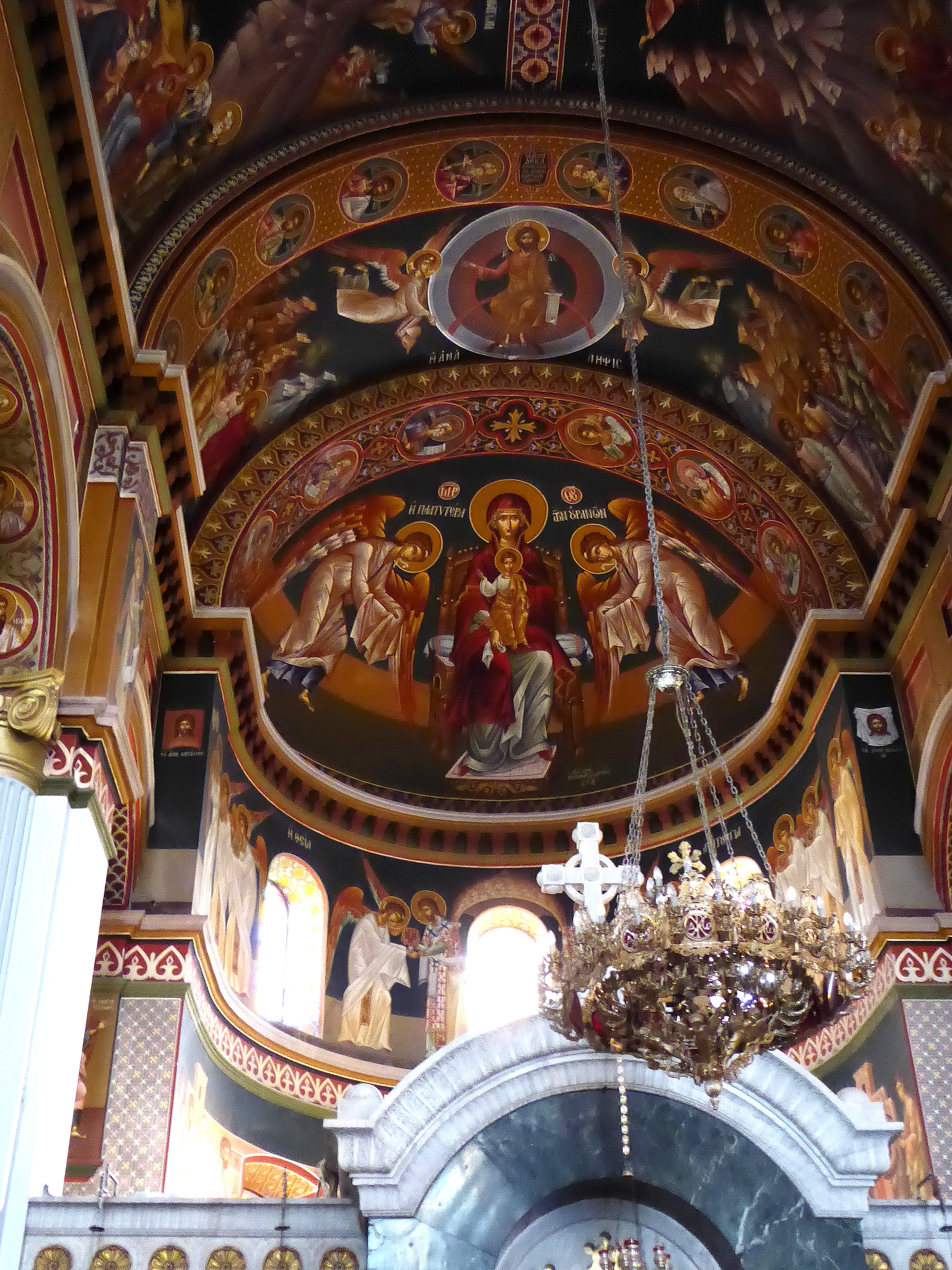
Deckenfresko Maria mit Kind über dem Altarraum
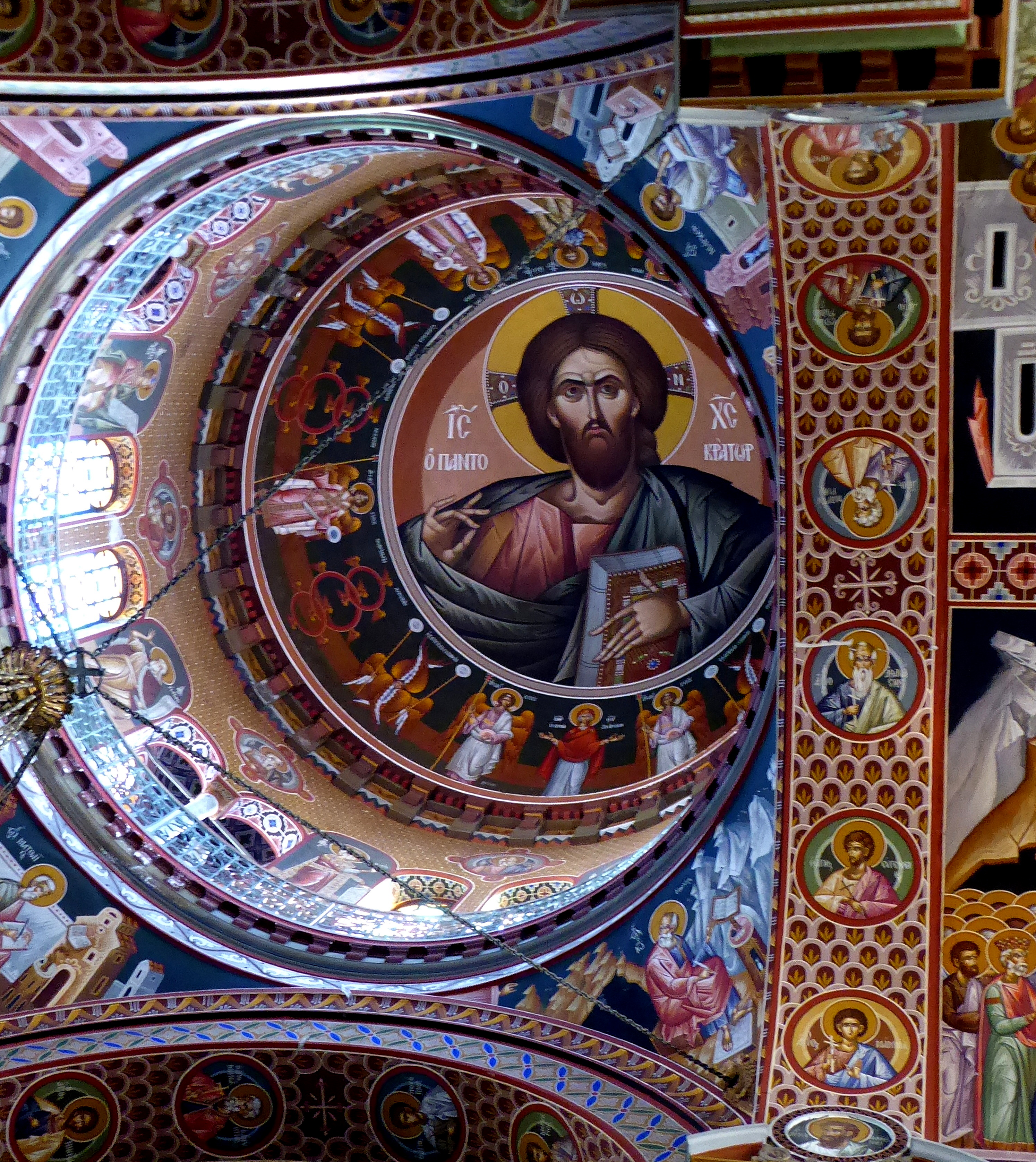
Jesus Weltenherrscher
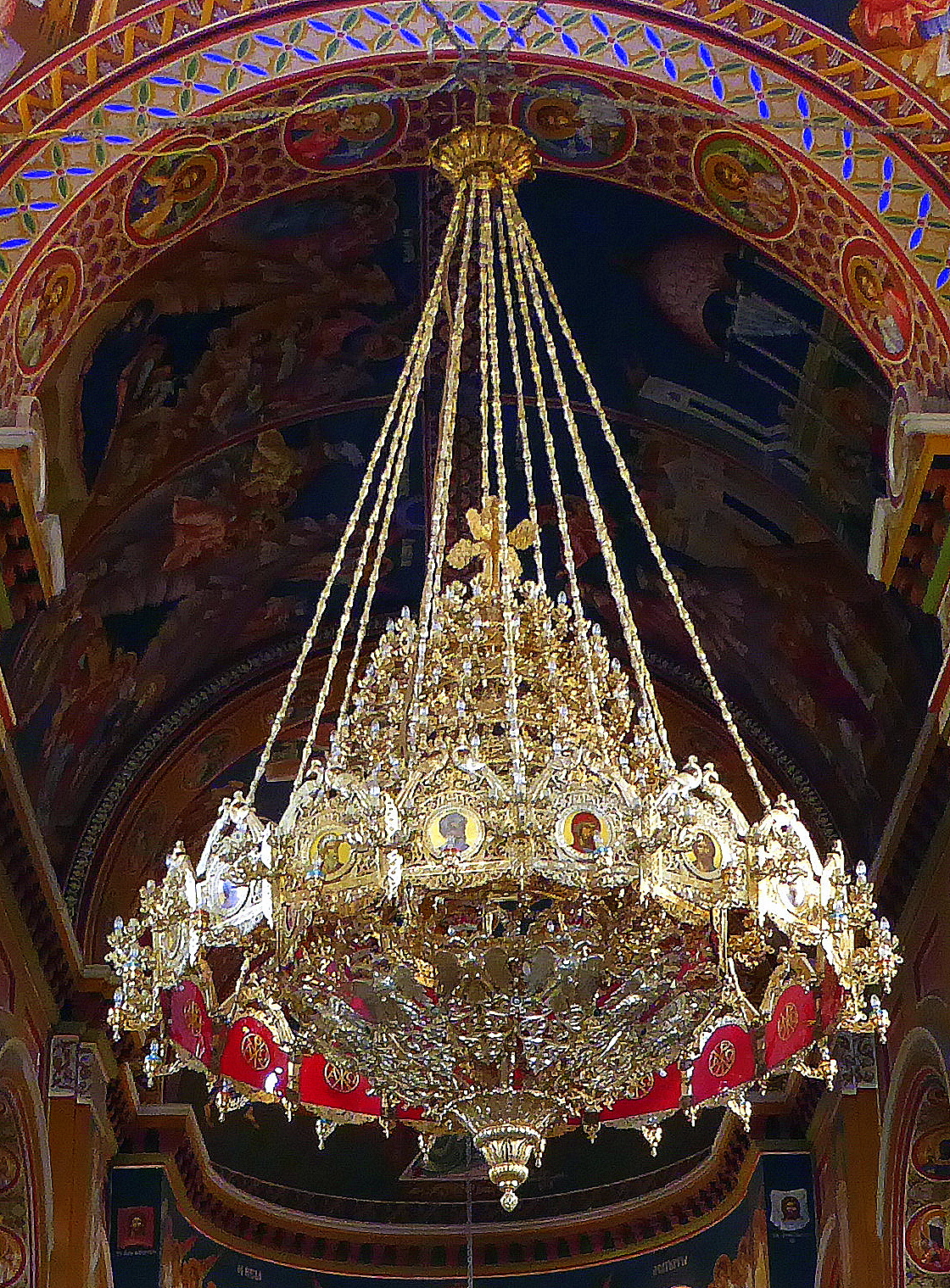
Innenansicht: Kronleuchter aus Gold
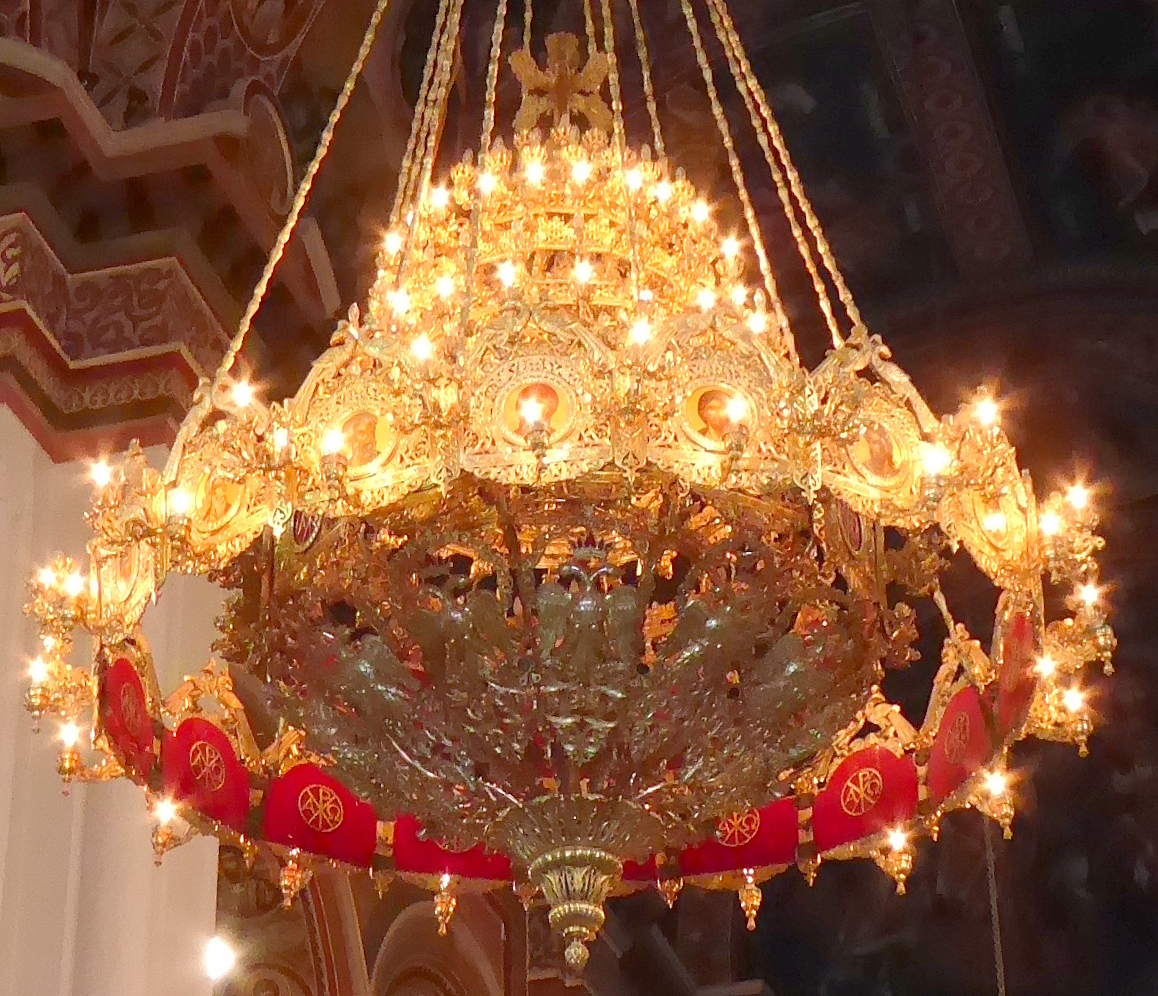
Kronleuchter aus Gold Beleuchtung eingeschaltet
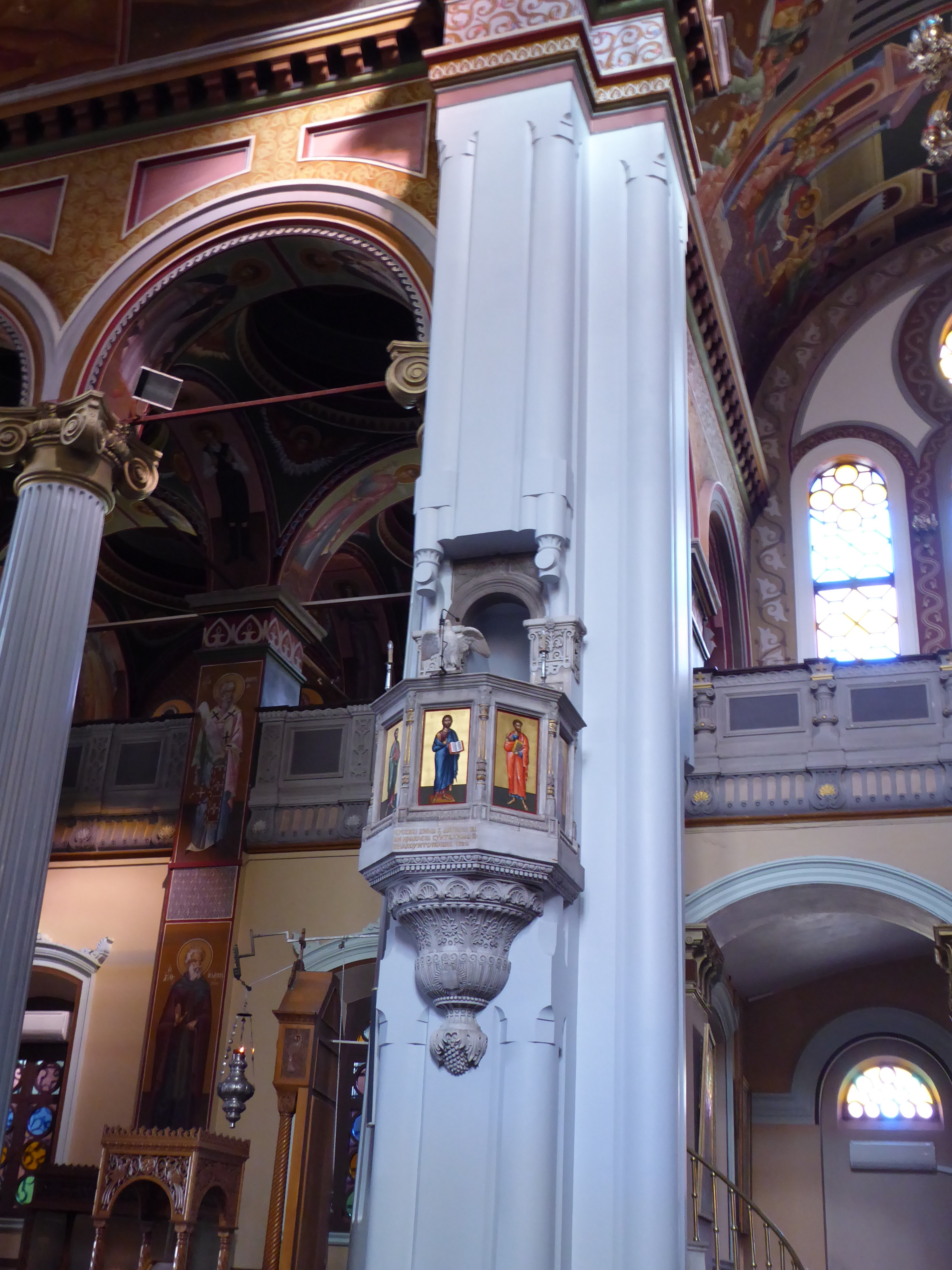
Kanzel aus Marmor
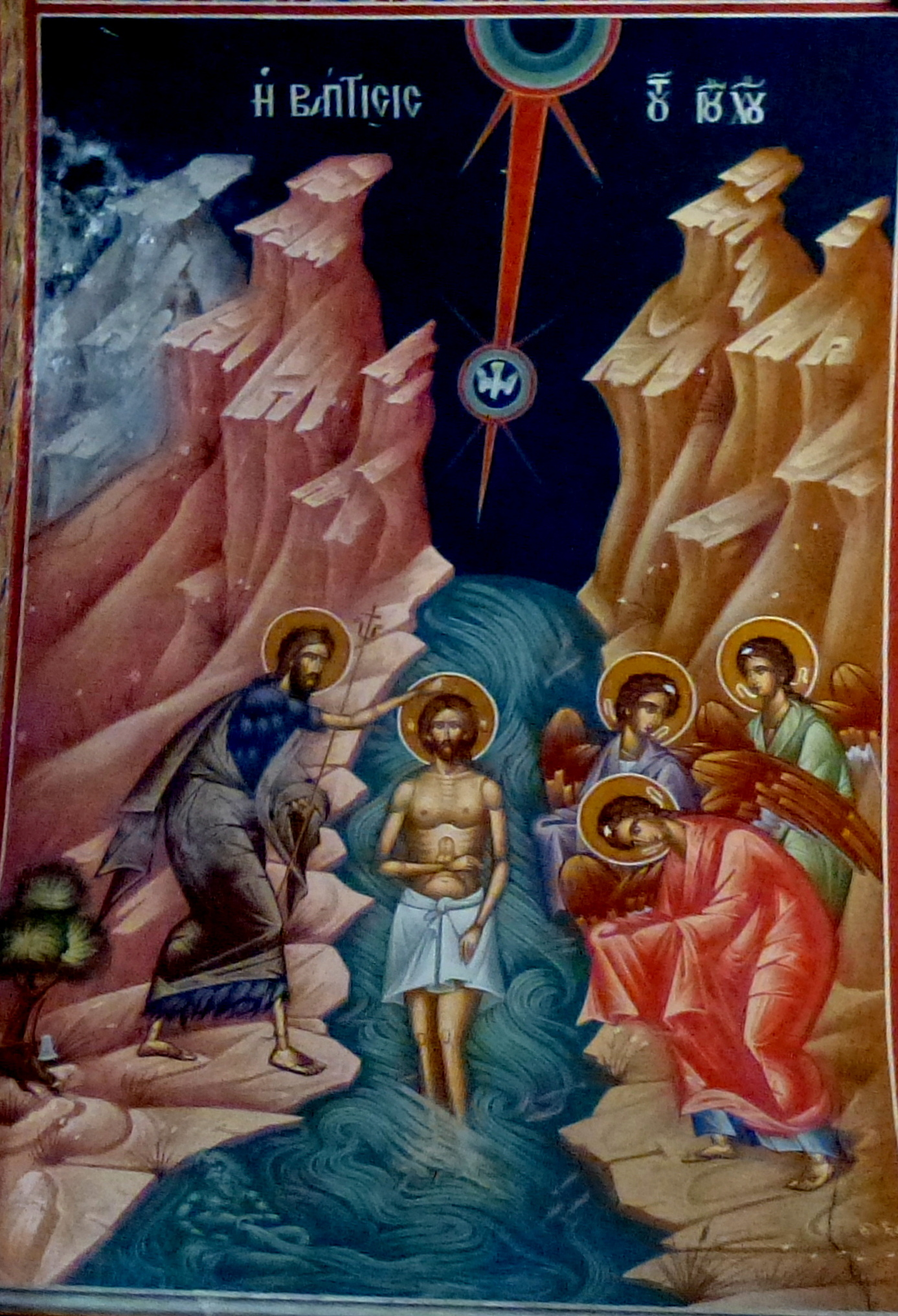
Taufe Jesus im Jordan
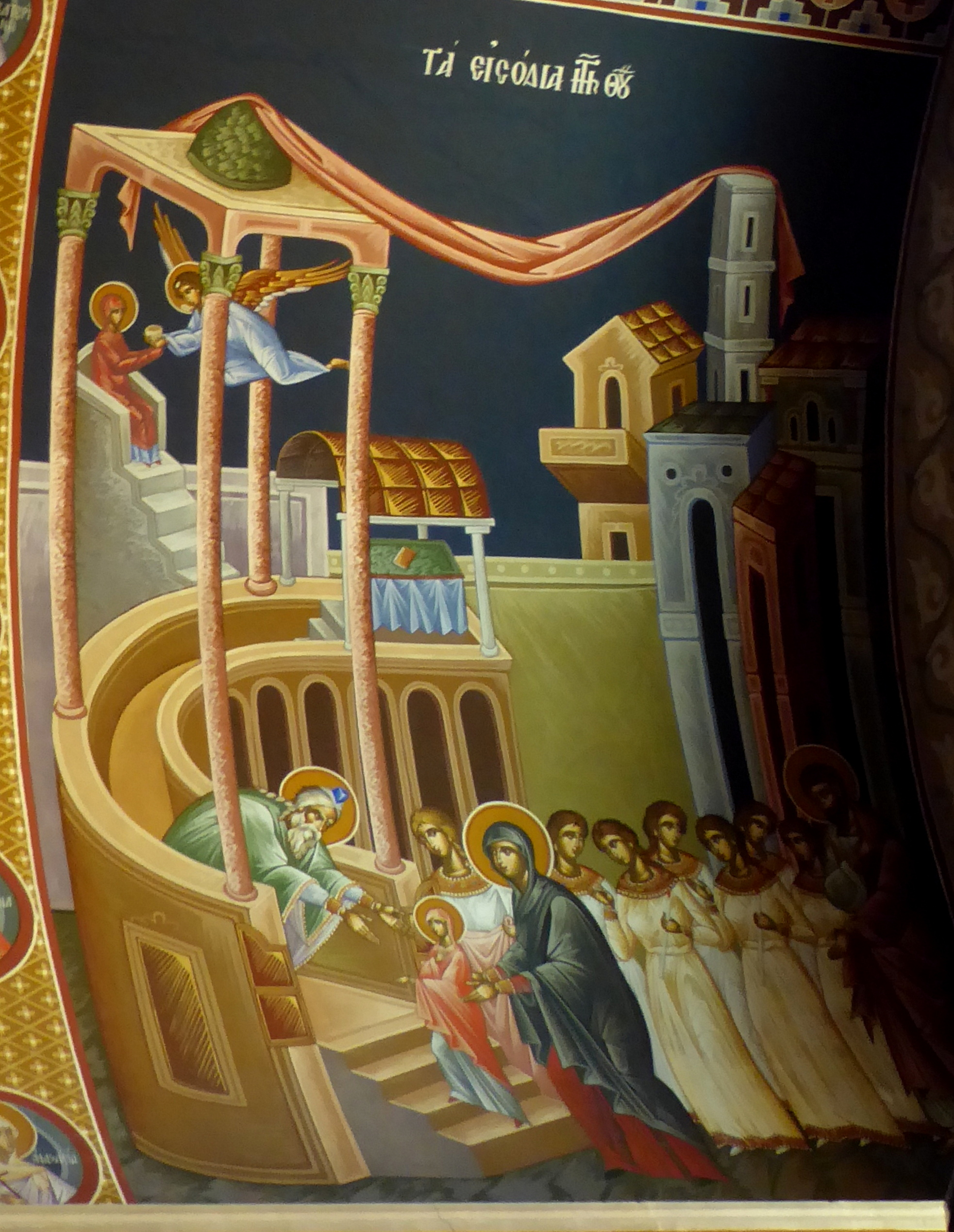
Darbringung Marias im Tempel
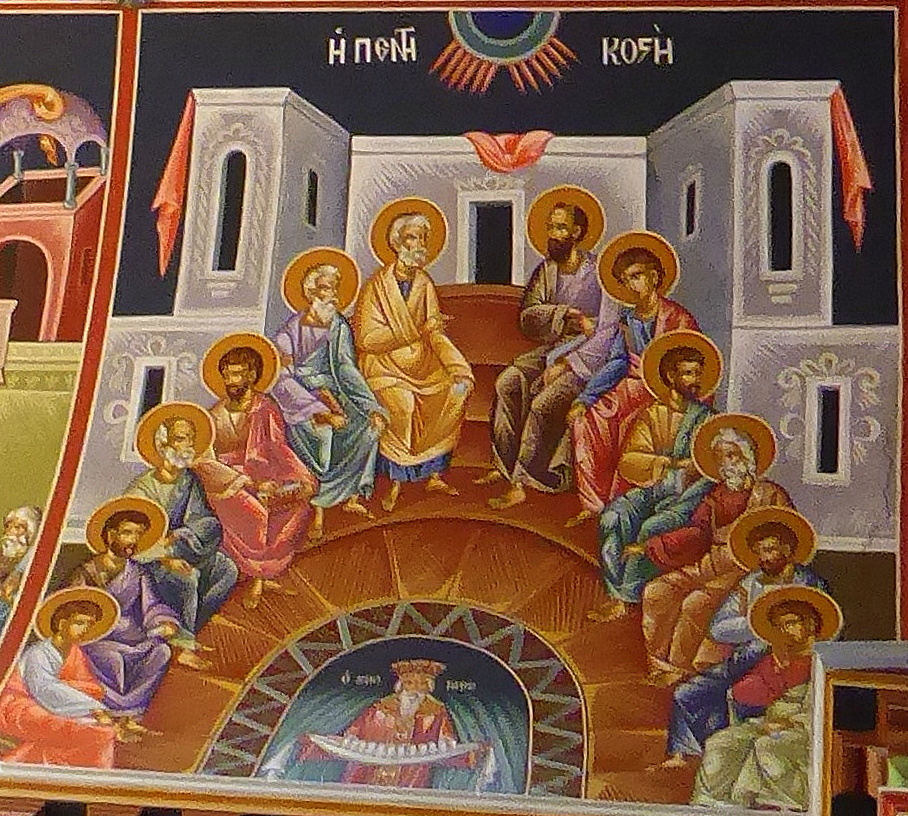
Pfingsten
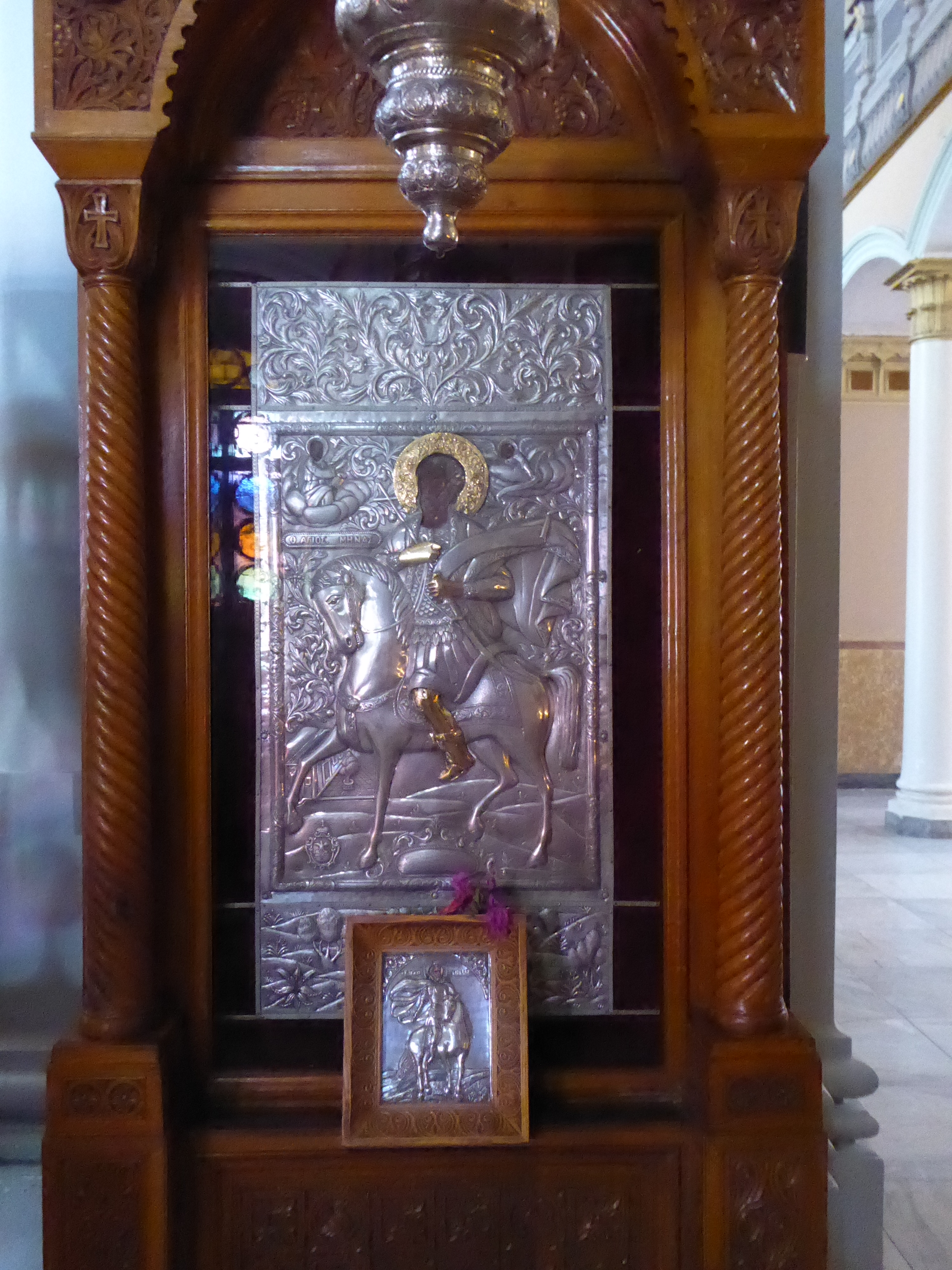
Altar mit dem hl. Minas als Ikone im Silberoklad
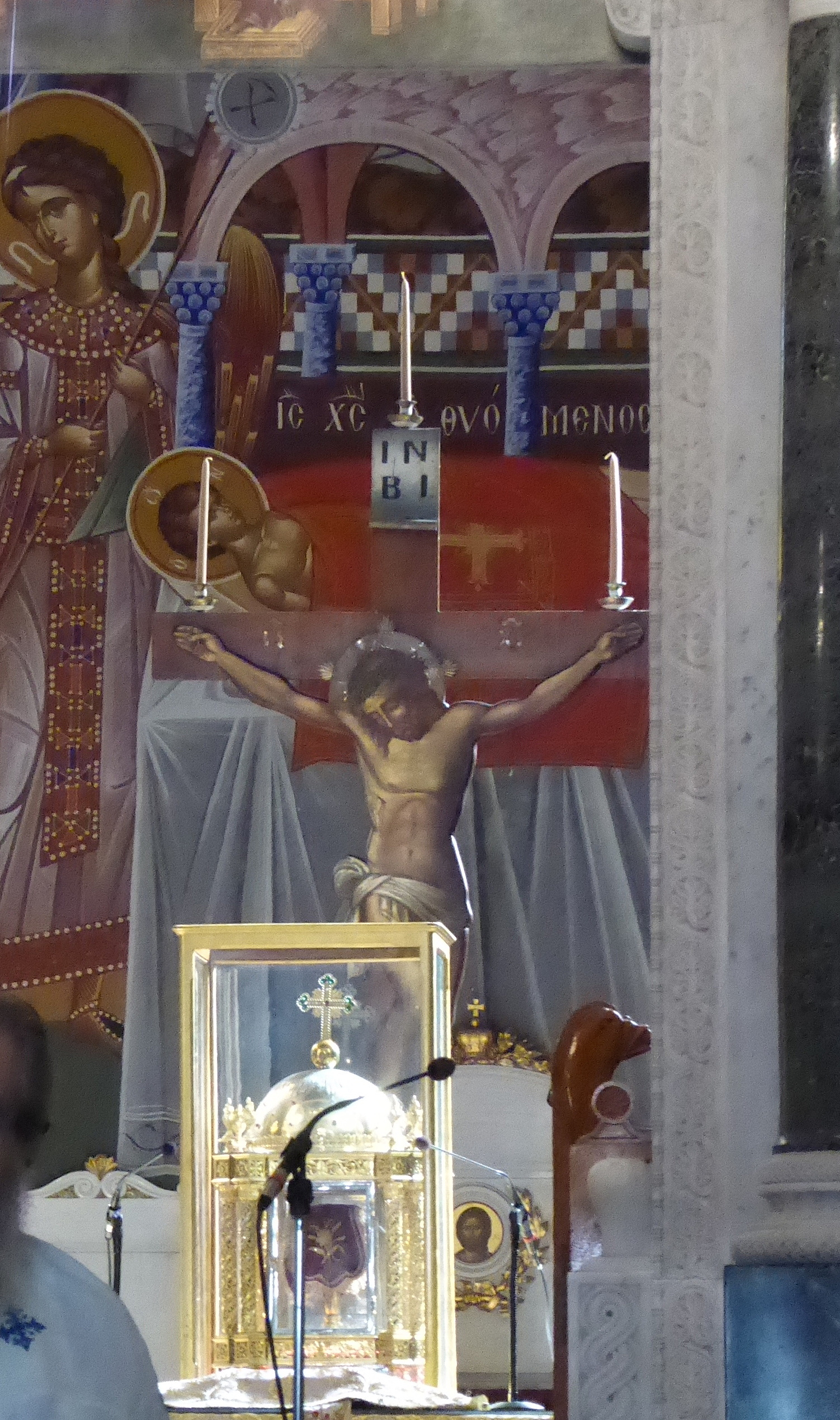
Hl.Altarraum
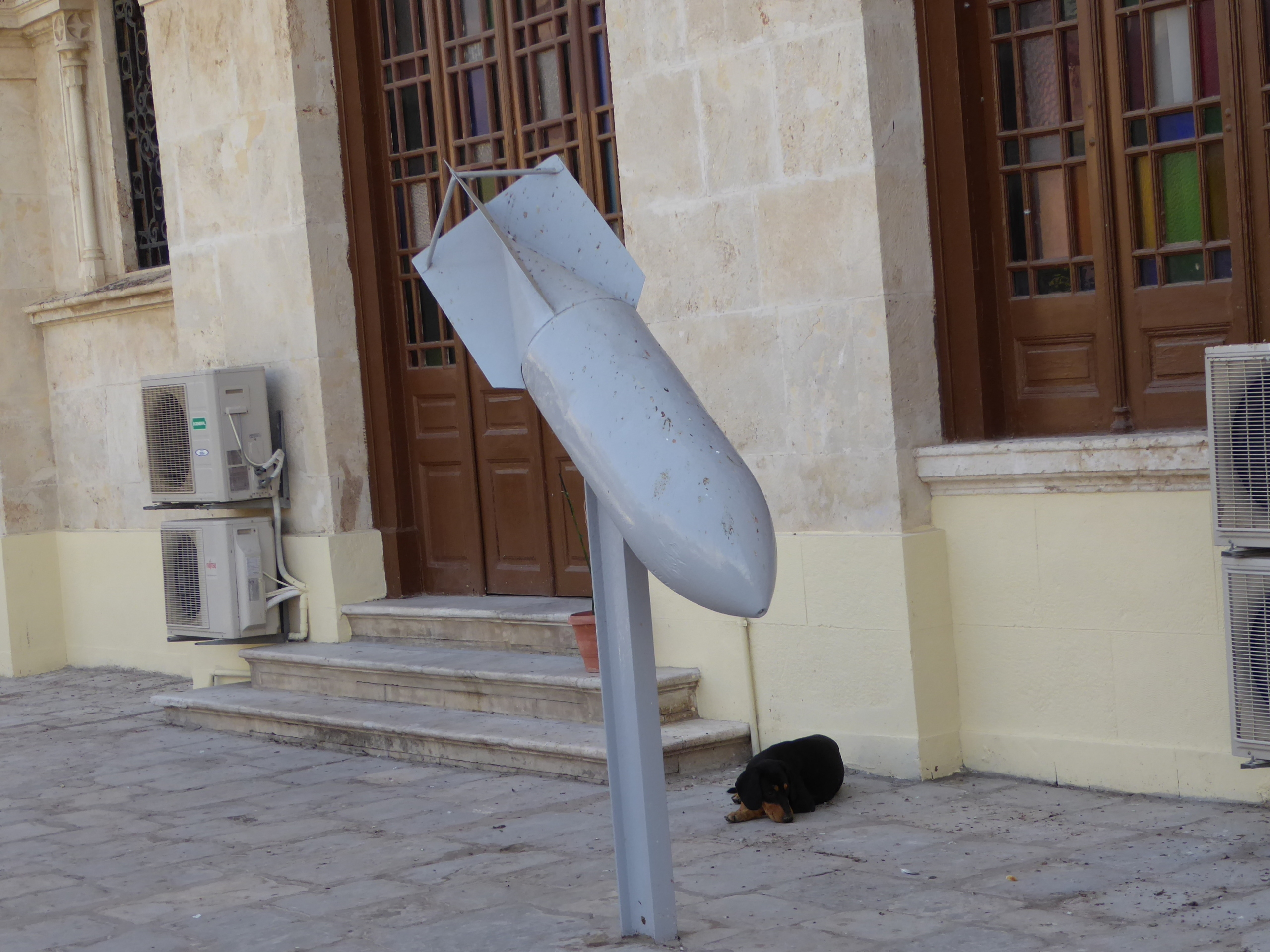
Bombe auf dem nördlichen Vorplatz der Kathedrale